# Вранић (Котор Варош)
Вранић је насељено мјесто у Босни и Херцеговини, у општини Котор Варош, ентитет Република Српска. Према прелиминарним подацима пописа становништва 2013. године, у насељу је живјело 85 становника.

## Становништво
Према попису становништва из 1991. године, мјесто је имало 275, a 2013. године 85 становника.
| Демографија | Демографија | Демографија |
| Година      | Становника  | Становника  |
| ----------- | ----------- | ----------- |
| 1961.       | 324         |             |
| 1971.       | 405         |             |
| 1981.       | 311         |             |
| 1991.       | 275         |             |
| 2013.       | 85          |             |